# Helicopsyche albescens
Helicopsyche albescens is een schietmot uit de familie Helicopsychidae. De soort komt voor in het Australaziatisch gebied.